# Cleomaceae
A Cleomaceae a keresztesvirágúak (Brassicales) rendjébe tartozó apró növénycsalád, 10 nemzetségbe sorolt mintegy 300 faj tartozik ide. A nemzetségeket korábban a kaprifélék (Capparaceae) alá sorolták; akkor emelték család rangra, amikor a molekuláris genetikai bizonyítékok rámutattak, hogy a nemzetségek közelebb állnak a káposztafélékhoz (Brassicaceae), mint a Capparaceae-hez. Az APG II-rendszerben a Cleomaceae még opcionálisan összevonható a Brassicaceae-vel, de az APG III-rendszerben már különálló család.
A Cleomaceae nemzetségei:
- Buhsia (néha a Cleome részeként kezelve)
- Cleome – kb. 275 fajjal
- Cleomella – 10 mexikói faj, 1 Dél-USA-ban élő
- Dactylaena
- Gynandropsis
- Haptocarpum
- Oxystylis
- Physostemon
- Podandrogyne
- Polanisia – 4-6 észak-amerikai fajjal
- Wislizenia – egyetlen fajjal:
  - Wislizenia refracta Engelm.: Kaliforniától Texasig és Északnyugat-Mexikóig található meg.

Újabb keletű DNS-vizsgálatokban nem sikerült elkülöníteni a Cleome, Podandrogyne és Polanisia nemzetségeket egymástól, így egyes rendszertanászok ez utóbbi kettőt elhagyták, a Cleome sensu lato részeként kezelve őket.